# Natalia Kaczmarek
Natalia Kaczmarek, född 17 januari 1998, är en polsk friidrottare som tävlar i kortdistanslöpning.

## Karriär
Kaczmarek ingick i de polska stafettlagen (mixed och damer) som tog guld respektive silver på 4 x 400 meter vid de olympiska sommarspelen 2020. Vid världsmästerskapen i friidrott 2023 tog hon silver på 400 meter.